# Albert Dupontel
Albert Dupontel, właśc. Philippe Guillaume (ur. 11 stycznia 1964 w Saint-Germain-en-Laye) – francuski aktor, reżyser i scenarzysta filmowy.

## Życiorys

### Wczesne lata
Urodził się w Saint-Germain-en-Laye we Francji. Aż do 20 roku życia, mieszkał z ojcem, lekarzem stomatologiem, w Conflans-Sainte-Honorine. Jego ojciec pochodził z Côtes-d’Armor i spędził wiele czasu w pobliżu Saint-Brieuc, w Trégomeur. Kiedy miał cztery i pół roku, dyrektorka przedszkola skarżyła się, że nie można z nim wytrzymać.
Uczył się w szkole Paul Bert de Conflans, ćwiczył judo i gimnastykę. Po ukończeniu szkoły, przez sześć lat (1982-86), studiował w szkole medycznej Hôpital Bichat-Claude-Bernard, w tym ratownictwo medyczne. Studiował potem przez dwa lata w szkole teatralnej w Théâtre national de Chaillot.

### Kariera
W latach 1986–88 grał małe role teatralne. Występował na scenie z cyklem stand-up. W 1990 roku był bohaterem telewizyjnej komedii Canal+ France Sales histoires. Zrealizował krótkometrażową komedię Désiré (1992). Zagrał w Wielce skromny bohater (1996). Za rolę Berniego Noëla w komedii Bernie (1996), której był reżyserem, zdobył nominację do Césara.
W 2018 otrzymał dwie nagrody Cezara za film Do zobaczenia w zaświatach: w kategorii najlepszy reżyser i najlepszy scenariusz adaptowany. Film nominowany był w 13 kategoriach.

## Wybrana filmografia
- 1996: Wielce skromny bohater (Un héros très discret) jako kapitan Dionnet
- 1996: Bernie jako Bernie Noël i reżyser
- 1998: Serial Lover jako Eric Cellier
- 2002: Nieodwracalne (Irréversible) jako Pierre
- 2004: Bardzo długie zaręczyny (Long dimanche de fiançailles) jako Célestin Poux
- 2007: Męstwo i honor (Jacquou le croquant) jako ojciec Jacquou
- 2008: Niebo nad Paryżem (Paris) jako Jean
- 2008: Już mnie nie kochaj (Deux jours à tuer) jako Antoine Méliot
- 2009: Łajdak (Le Vilain) jako Sidney Thomas, łajdak i reżyser
- 2010: Dźwięk kostek lodu (Le bruit des glaçons) jako Rak Charlesa
- 2011: Łup (La proie) jako Franck Adrien
- 2012: Wielkie wejście (Le Grand Soir) jako Jean-Pierre Bonzini
- 2013: Dziewięć długich miesięcy (9 mois ferme) jako Bob i reżyser
- 2015: W harmonii (En équilibre) jako ojciec Marc Guermont
- 2016: Ostatni będą pierwszymi (Les premiers les derniers) jako ojciec Cochise
- 2017: Do zobaczenia w zaświatach  (Au revoir là-haut) jako Albert Maillard i reżyser